# Nunți, botezuri, înmormântări
Nunți, botezuri, înmormântări este un film românesc de comedie din 2022 regizat de Alexandru Lustig (debut regizoral) și scris de Adrian Lustig. A avut premiera la 12 septembrie, la Teatrul Național „Ion Luca Caragiale” din București și în cinematografele din toată țara în septembrie 2022. Rolurile principale au fost interpretate de Ilona Brezoianu, Gheorghe Ifrim, Șerban Pavlu și Anca Sigartău.
Filmul este o coproducție Imagine8 Stories, Fundația Teatru Contemporan și Movie Production Entertainment.

## Prezentare
Cosmin cumpără un teren într-o zonă „liniștită” în speranța că-l va vinde cu profit. Ceea ce nu știe el este că e vecinul unui club care organizează nunți și botezuri. Începe un război între vecini, care se lasă și cu o înmormântare... 

## Distribuție
- Șerban Pavlu – Cosmin
- Andreea Mateiu – 	Reli, soția lui Cosmin
- Gheorghe Ifrim – Gorgea, proprietarul clubului
- Anca Sigartău	 – Pușa, soția lui Gorgea
- Ioan Andrei Ionescu	 – Cezar, avocatul lui Cosmin
- Dan Rădulescu	 – Bărbat, managerul clubului
- Nicodim Ungureanu	 – Ioniță, polițist, șef de post
- Ruxandra Maniu	 – Mieluța Berbece, polițistă
- Alexandru Unguru – Andu
- Ilona Brezoianu – Luminița
- Cătălin Babliuc – Carcalete, „organizatorul” înmormântării împreună cu Mântuială și Cosmin
- Alexandru Bindea – preotul Mântuială
- Sergiu Costache  – Oaidă
- Vali Rupiță  – Prapure
- Doina Ghițescu – Zenaida
- Ciprian Nicula – Ucenicu
- Ștefan Alexa – Țâru' cerșetorul „decedatul”
- Adrian Ciobanu – Drăguș
- Liliana Ghiță	 – Anuța
- Bogdan Cotleț	 – Angajat Starea Civilă
- Radu Valahu – Bodyguard 1
- Marius Daniel Țurcă – Bodyguard 2
- Puiu-Mircea Lăscuș – Naș nuntă și botez
- Mihai Niță  – Mire și tată botez
- Cezar Ghioca – Speedy
- Oana Ghioca – Maica Serafima
- Eduard Cătălin Chirițescu Orbul
- Andrei Zoran Raici - Parky
- Virgil Aioanei – Procurorul
- Sergiu Berceanu – Radu
- Rareș Ștefan Ularu – Mirele
- Luke Lewis – Președintele
- Monica Oana Ciută – Anchetatoarea
- Silviu Debu – Agent imobiliar
- Sofia Dobrițoiu – Cântăreața
- Viorel Dumitru Marchidan – Ulea
- Vlad Jipa	 – Paznic
- Sorin-Marin Enculescu – Polițist
- Rada Ixari  – Judecător
- Dragoș Stamate – Judecător
- Isabela Neamțu – Judecător
- Ion Grosu	 – Ofițer Starea Civilă
- Costin Sertov – Nașul 3
- Mihail Răzvan Iotta – Nașul 4
- Francisca – Alice
- Ana-Maria Mihaieș – Asistenta
- Mihaela Ion – Invitata
- Adina Loredana Mircioagă – Mireasa
- Dan Ursu – Subcomisar
- Simona Stoicescu  – Sanda
- Georgiana-Andreea Filip – Dansator cerșetor 1
- Oana Cristina Popovici – Dansator cerșetor 2
- Paul Andrew Lupu – Dansator cerșetor 3
- Andrei Dogaru – Dansator cerșetor 4
- Los Platanos – Trupa (în rolul lor)
- Cvartet Anima  – Cvartet (în rolul lor)
- Jean de la Craiova  – rolul său